# Solter wittmeri
Solter wittmeri är en insektsart som beskrevs av Hölzel 1982. Solter wittmeri ingår i släktet Solter och familjen myrlejonsländor. Inga underarter finns listade i Catalogue of Life.